# Leuconitocris gracilior
Leuconitocris gracilior é uma espécie de escaravelho da família Cerambycidae.  Foi descrito por Stephan von Breuning em 1956.